# Калакун Віталій Анатолійович
Віта́лій Анато́лійович Калаку́н (нар. 15 листопада 1991 — 29 серпня 2014) — солдат Збройних сил України, учасник російсько-української війни.

## Короткий життєпис
Народився 1991 року в селі Улянівка (Новобузький район, Миколаївська область). Закінчив Ганнівську ЗОШ, вступив до Новобузького педагогічного коледжу. Отримавши диплом, пройшов строкову службу в лавах української армії. Коли повернувся, порадився з батьком і вирішив піти до війська на службу за контрактом. З 2013 року — військовослужбовець за контрактом, навідник танка 1-го взводу 3-ї танкової роти 1-го танкового батальйону, 17-та окрема танкова бригада.
Згорів у танку 29 серпня 2014 року під час прориву з оточення під Іловайськом. Танк Віталія йшов першим в колоні, яка виходила до села, був розстріляний російськими танками, загинув весь екіпаж — механік-водій Василь Милащенко, командир танка Віталій Король, навідник Віталій Калакун.
2 вересня 2014-го тіло Віталія Калакуна разом з тілами 87 інших загиблих у Іловайському котлі було привезено до Запоріжжя.
Вважався зниклим безвісти; перебував в списках полонених. Остаточно ідентифікований за тестами ДНК та свідченнями бойових побратимів.
Одначе перепохований 7 серпня 2015 року на братському кладовищі у Запоріжжі (Кушугум) — як невстановлений боєць.
Без сина лишились батьки.

## Нагороди і вшанування
За особисту мужність і героїзм, виявлені у захисті державного суверенітету та територіальної цілісності України, вірність військовій присязі під час російсько-української війни, відзначений — нагороджений
- 23 серпня 2018 року — орденом «За мужність» III ступеня (посмертно)[2]
- 26 квітня 2017 року в Ганнівській ЗОШ відкрито меморіальну дошку пам'яті Віталія Калакуна.
- Вшановується 29 серпня на щоденному ранковому церемоніалі вшанування українських захисників, які загинули цього дня у різні роки внаслідок російської збройної агресії[3]